# Westgate (Nairobi)
Westgate is een winkelcentrum in de wijk Westlands in Nairobi, de hoofdstad van Kenia. Het werd in 2007 geopend en ligt aan de Mwanzi Road. Het winkelcentrum werd tot de aanslagen in 2013 vooral bezocht door de opkomende nieuwe Keniaanse middenklasse en expats van de vele in Nairobi gevestigde internationale organisaties.
Er waren eerder meer dan 80 zaken gevestigd die verdeeld waren over vier verdiepingen met een totale oppervlakte van 32.516 m2. Hieronder bevonden zich detailhandelszaken, banken, horeca en entertainment, waaronder een bioscoop en een casino. Bijna een derde van de oppervlakte was in gebruik van de Keniaanse supermarktketen Nakumatt Superstore. Het interieur van het winkelcentrum was luxueus aangekleed met binnentuinen, een waterval en veel natuursteen. Vele luxe merken als Nike, Adidas en Woolworths waren er vertegenwoordigd.

## Aanslag en heropening
Op 21 september 2013 kwam Westgate in het nieuws toen islamistische milities er een aanslag pleegden. Zij trokken het winkelcentrum binnen, schoten minstens 68 bezoekers en medewerkers dood en verwondden meer dan 175. Vervolgens werden er mensen gegijzeld. De aanslag werd via Twitter opgeëist door de Somalische terreurbeweging Al-Shabaab, als vergelding op het Keniaanse aandeel met 4000 soldaten in de internationale interventie in Somalië dat onder mandaat van de Afrikaanse Unie staat.
Op 18 juli 2015 waren de herstelwerkzaamheden voltooid en werd het winkelcentrum grotendeels heropend, alleen de delen die het zwaarst waren beschadigd bleven dicht.  de Israëlische verzekeringsmaatschappij IRG stond in voor de training van het nieuwe beveiligingspersoneel.